# Amalia van Saksen

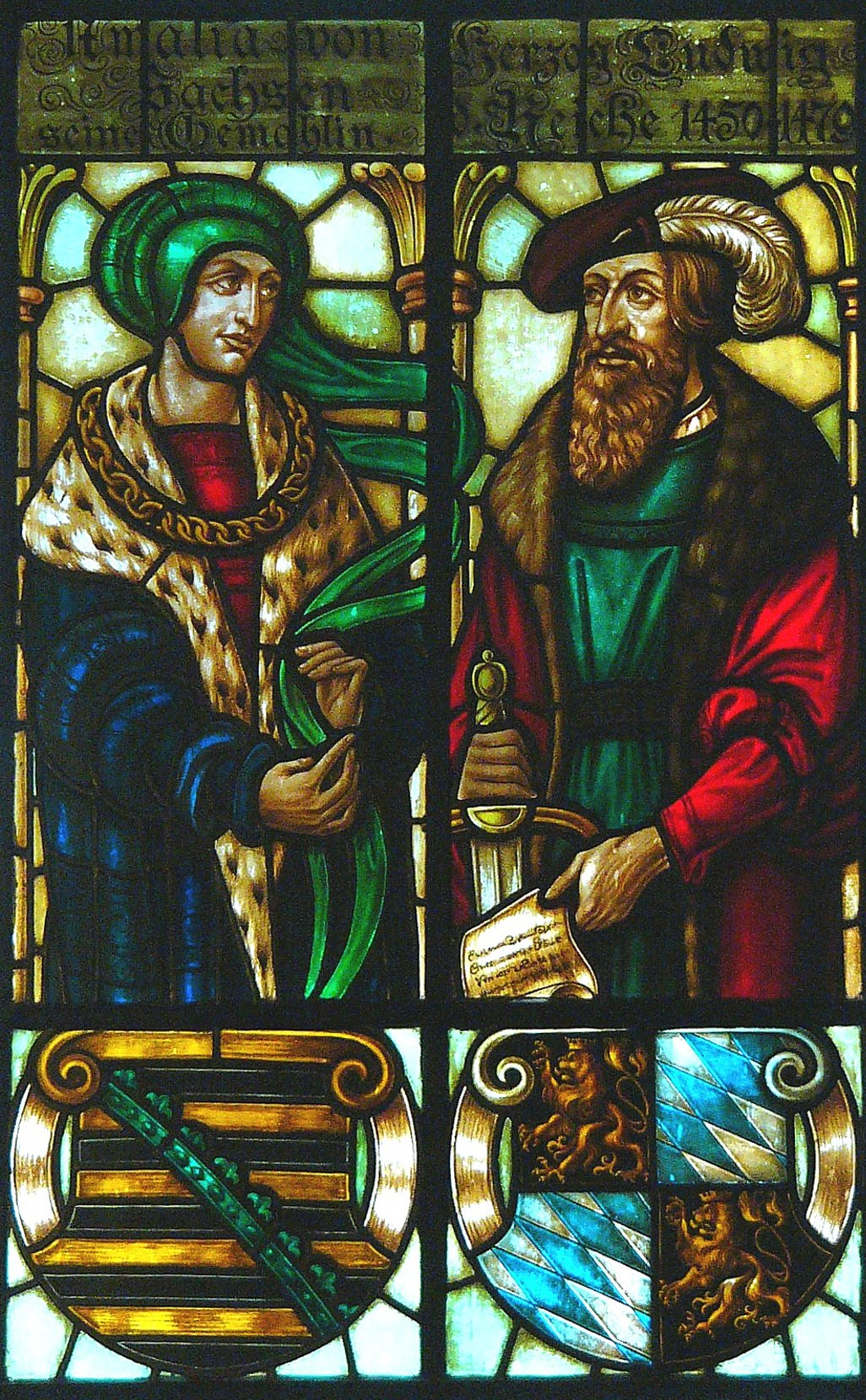
Amalia en Lodewijk IX

Amalia van Saksen (Meissen, 4 april 1435 - Rochlitz, 19 oktober 1501) was een prinses van Saksen en door haar huwelijk hertogin van Beieren-Landshut. Na het overlijden van haar man vestigde ze zich in Rochlitz waar ze veel heeft bijgedragen aan de verfraaiing en ontwikkeling van de stad. 

## Biografie
Amalia was de oudste dochter van keurvorst Frederik II van Saksen en van Margaretha van Oostenrijk. Zij trouwde op 21 maart 1453 in Landshut met hertog Lodewijk IX van Beieren-Landshut (1417 - 1479). Hun bruiloft werd groots gevierd; er waren 22.000 gasten uitgenodigd. Het jaar daarvoor was de westelijke vleugel van kasteel Trausnitz al opnieuw ingericht als verblijf voor de bruid en haar gevolg. In 1463 kreeg Amalia van haar echtgenoot  het slot te Burghausen als woonverblijf toegewezen; ook daar gold een streng en uitgebreid hofprotocol. Amalia wordt gezien als een van de stichters van de Heilige-Geestkerk in Burghausen.

Na de dood van haar man verliet Amalia Beieren en keerde terug naar Saksen. Zij kreeg van haar zoon als verrekening van haar weduwgift jaarlijks 800 goudgulden.  Zij kocht van haar broer amt en Schloss Rochlitz, waar ze in grote staat woonde. Onder haar bewind werd het kasteel verbouwd van een burcht in een slot. Ze liet ook de slotkapel verbouwen en bewaarde daar haar zeer kostbare verzameling relikwieën. De stad Rochlitz beleefde onder Amalia een bloeiperiode. In deze tijd werd ook de nieuwe Petrikerk gebouwd.

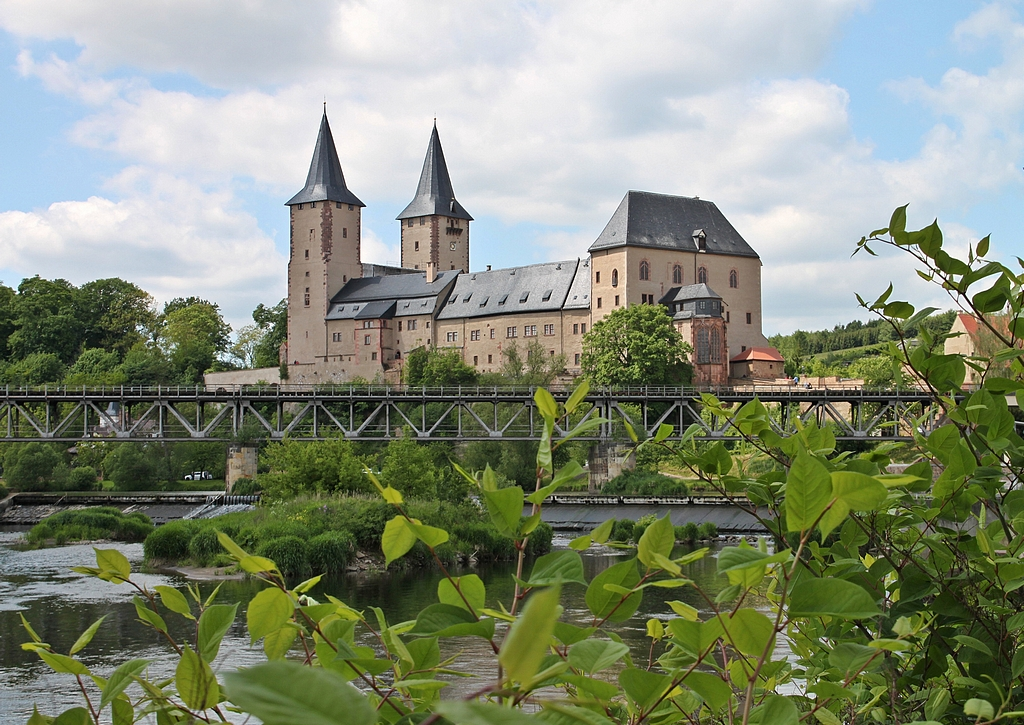
Slot Rochlitz, dat door Amalia van Saksen werd gemoderniseerd en verfraaid

Amalia is begraven in de Dom van Meissen.

## Nakomelingen
Uit haar huwelijk met Lodewijk IX werden de volgende kinderen geboren:
- Elisabeth (1453-1457)
- George de Rijke (1455-1503)
- Margaretha (1456-1501), die in 1472 huwde met keurvorst Filips van de Palts (1448-1508)
- Anna (1462-1462).